# All Videos Ever Made & More!
All Videos Ever Made & More! The Complete Collection 1987-2001 è un video del duo pop rock svedese Roxette, pubblicato nel 2001.

## Pubblicazione
All Videos Ever Made & More! è il primo video uscito in supporto DVD nella videografia del duo pop svedese Roxette, e mette insieme i videoclip ufficiali del gruppo, in un periodo che va dal 1987 al 2001, insieme ad alcune varianti e clip di apparizioni TV mai pubblicate, antecedenti anche alla pubblicazione dell'album Look Sharp!, insieme anche a 2 documentari, uno dei quali, Really Roxette, inedito.
Il DVD si suddivide in 3 sezioni: "Videos", "Rarities" e "Documentaries".

### Videos
Nella sezione "Videos" sono presenti i video ufficiali, fatta eccezione per il solo video di "(Do You Get) Excited?", che sono stati pubblicati per promuovere i singoli in uscita.
La maggior parte dei video sono stati già pubblicati nel 1995, nella raccolta video "Don't Bore Us - Get To The Chorus!", ed anche in altri titoli distribuiti principalmente in VHS e Laserdisc ("Look Sharp Live", "The Videos", "Live-Ism" e "Roxette Sweden Live").
Vengono pubblicati per la prima volta i videoclip di "Neverending Love", "Soul Deep", "I Call Your Name", "Chances", "June Afternoon", "She Doesn't Live Here Anymore", e "Un Dia Sin Ti".
Vengono pubblicati in questo DVD anche i videoclip di "Wish I Could Fly", "Anyone" e "Stars", pubbloicati in precedenza nella versione Enhanced CD, dei singoli "Anyone", "Stars" e "Salvation", ed i videoclip di "The Centre of The Heart" e "Real Sugar", inseriti nella versione Enhanced CD dei singoli "Real Sugar" e "Milk and Toast and Honey".

### Rarities
Nella sezione denominata "Rarities", è inclusa la prima versione del video di "Neverending Love", ed i video di "It Must Have Been Love (Christmas for the Broken Hearted)" e "I Call Your Name", realizzati e mandati in onda per la TV svedese.
Nella sezione "Rarities" sono presenti, inoltre, una versione alternativa al video di "The Look", già presente in "Sweden Live" ed il video di "Silver Blue", già pubblicato in "Look Sharp Live", le cui riprese sono state realizzate tra il 25 e 26 luglio 1989, nella rovina del castello di Borgholm, durante il tour "Look Sharp Live!" del 1989.

### Documentaries
L'ultima sezione del DVD è "Documentaries", in cui viene riproposto lo speciale realizzato per il "making of" dell'album "Joyride", già pubblicato in "The Videos", in cui si vede sia Marie Fredriksson che Per Gessle intervistati, ripercorrere le tappe dal successo con l'album "Look Sharp!", alla partecipazione come ospiti al festival di Sanremo, alla promozione in radio e per gli show TV, ed alla realizzazione di alcuni nuovi brani per l'album "Joyride".
Il DVD contiene, nella sezione "Documentaries", un altro speciale, questa volta inedito, "Really Roxette", che racconta il periodo che va dal tour mondiale "Crash! Boom! Bang!" alla realizzazione del greatest hits "Don't Bore Us-Get to the Chorus!". Sia Marie Fredriksson che Per Gessle spiegano, con particolare riferimento, e con qualche aneddoto, in merito al concerto tenuto a Johannesburg, e al tour che Roxette ha toccato in Argentina.

## Sezioni

### Videos
| 1. "Neverending Love" 2. "Soul Deep" 3. "I Call Your Name" 4. "Chances" 5. "The Look" 6. "Dressed for Success" 7. "Listen to Your Heart" 8. "Dangerous" 9. "It Must Have Been Love" 10. "Joyride" 11. "Fading Like a Flower (Every Time You Leave)" 12. "The Big L" 13. "Spending My Time" 14. "Church of Your Heart" 15. "(Do You Get) Excited?" 16. "How Do You Do!" 17. "Queen of Rain" | 1. "Fingertips '93" 2. "Almost Unreal" 3. "Sleeping in My Car" 4. "Crash! Boom! Bang!" 5. "Fireworks" 6. "Run to You" 7. "Vulnerable" 8. "You Don't Understand Me" 9. "June Afternoon" 10. "She Doesn't Live Here Anymore" 11. "Un Día Sin Ti" 12. "Wish I Could Fly" 13. "Anyone" 14. "Stars" 15. "Salvation" 16. "The Centre of the Heart (Is a Suburb to the Brain)" 17. "Real Sugar" 18. "Milk and Toast and Honey" |

### Rarities
1. "Neverending Love" [The first ever video clip]
2. "It Must Have Been Love (Christmas for the Broken Hearted)" [Early TV performance at Swedish chart show]
3. "I Call Your Name" [Another early TV performance at Swedish chart show]
4. "The Look" [An early video clip of this song - made in Sweden 1988]
5. "Silver Blue" [A rare video clip made on tour in 1989]

### Documentaries
1. The Making of Joyride [50 minutes behind the scenes]
2. Really Roxette [1 hour road movie from 1995]